# Provincia de Arezzo
Arezzo (en italiano: provincia di Arezzo) es una provincia italiana de la región de la Toscana, en la zona central de Italia. Su capital y ciudad más poblada es Arezzo.
Tiene un área de 3235 km², y una población total de 323.288 hab. (2001). Hay 38 comuni (municipios) en la provincia (fuente: ISTAT, véase este enlace).

## Principales municipios por población
A 30 de junio del 2005, los principales municipios por población son:
| Comuna                     | Población |
| -------------------------- | --------- |
| Arezzo                     | 95,082    |
| Montevarchi                | 22,800    |
| Cortona                    | 22,537    |
| San Giovanni Valdarno      | 17,103    |
| Sansepolcro                | 15,858    |
| Castiglion Fiorentino      | 12,502    |
| Bibbiena                   | 12,104    |
| Terranuova Bracciolini     | 11,814    |
| Bucine                     | 9,760     |
| Civitella in Val di Chiana | 8,919     |
| Foiano della Chiana        | 8,795     |
| Cavriglia                  | 8,764     |
| Monte San Savino           | 8,456     |

## Hermanamientos
Provincia de Jaén